# 丹波郵便局 (京都府)
丹波郵便局（たんばゆうびんきょく）は、京都府船井郡京丹波町にある郵便局。民営化前の分類では集配特定郵便局であった。

## 概要
住所：〒622-0299 京都府船井郡京丹波町須知伏拝5-2

## 沿革
- 1876年（明治9年）6月1日 - 須知（しゅうち）郵便局（五等）として開設[1]。
- 1883年（明治16年）11月 - 貯金取扱を開始。
- 1890年（明治23年）7月16日 - 為替取扱を開始。
- 1901年（明治34年）1月16日 - 須知郵便電信局となる。
- 1903年（明治36年）4月1日 - 通信官署官制の施行に伴い須知郵便局となる。
- 1973年（昭和48年）2月21日 - 電話交換業務を園部電報電話局に移管[2]。
- 1984年（昭和59年）10月1日 - 和文電報配達業務を園部電報電話局に移管。
- 1993年（平成5年）3月22日 - 丹波郵便局に改称。同日、高原郵便局[3]から集配業務の一部[4]を移管。
- 2007年（平成19年）3月12日 - 桧山郵便局および梅田郵便局からそれぞれ「622-03xx」「622-04xx」区域の集配業務を移管[5]。
- 2007年（平成19年）10月1日 - 民営化に伴い、併設された郵便事業園部支店丹波集配センターに一部業務を移管。
- 2012年（平成24年）10月1日 - 日本郵便株式会社の発足に伴い、郵便事業園部支店丹波集配センターを丹波郵便局に統合。

## 取扱内容
- 郵便、印紙、ゆうパック、内容証明
- 貯金、為替、振替、振込、国際送金、国債
- 生命保険、バイク自賠責保険
- 地方公共団体事務（京丹波町ごみ処理券、し尿処理券、ごみ袋の販売）
- ゆうちょ銀行ATM
- 「622-02xx」（船井郡京丹波町〈旧船井郡丹波町域〉）、「622-03xx」「622-04xx」区域（京丹波町〈旧船井郡瑞穂町域〉）の集配業務

## 周辺
- 京丹波町役場
- 京丹波町立丹波ひかり小学校
- 道の駅丹波マーケス
- 京都府立丹波自然運動公園
- 須知川

## アクセス
- 中京交通（園福線） 新道口停留所下車
- 京都縦貫自動車道（京都丹波道路） 丹波ICから北へ約1km
- 国道9号沿い
- 駐車場あり：4台